# Trophée Thayer Tutt 1980
Navigation
Édition suivante
Le trophée Thayer Tutt 1980 est la 1re édition du Trophée Thayer Tutt, qui rassemble les équipes non qualifiées pour les Jeux olympiques d'hiver de Lake Placid.

## Règlement du tournoi
Les équipes sont regroupées au sein de deux poules. Les deux premiers sont qualifiés pour une poule finale. Le premier de cette dernière est déclaré vainqueur.

## Première phase

### Poule A
| Clt   | Équipe      | PJ | V | D | N | BP | BC | Pts |
| ----- | ----------- | -- | - | - | - | -- | -- | --- |
| +001, | Yougoslavie | 4  | 2 | 0 | 2 | 25 | 13 | 6   |
| +002, | Autriche    | 4  | 2 | 1 | 1 | 21 | 18 | 5   |
| +003, | Chine       | 4  | 1 | 1 | 2 | 19 | 16 | 4   |
| +004, | Italie      | 4  | 0 | 1 | 3 | 15 | 16 | 3   |
| +005, | Bulgarie    | 4  | 1 | 3 | 0 | 10 | 27 | 2   |

- Qualifié pour la poule finale

### Poule B
| Clt   | Équipe             | PJ | V | D | N | BP | BC | Pts |
| ----- | ------------------ | -- | - | - | - | -- | -- | --- |
| +001, | Suisse             | 4  | 4 | 0 | 0 | 28 | 12 | 8   |
| +002, | Allemagne de l'Est | 4  | 3 | 1 | 0 | 49 | 8  | 6   |
| +003, | Hongrie            | 4  | 1 | 2 | 1 | 17 | 29 | 3   |
| +004, | France             | 4  | 1 | 3 | 0 | 11 | 42 | 2   |
| +005, | Danemark           | 4  | 0 | 3 | 1 | 12 | 26 | 1   |

- Qualifié pour la poule finale

## Seconde phase

### Phase finale
| Clt   | Équipe             | PJ | V | D | N | BP | BC | Pts |
| ----- | ------------------ | -- | - | - | - | -- | -- | --- |
| +001, | Suisse             | 3  | 2 | 0 | 1 | 11 | 5  | 5   |
| +002, | Allemagne de l'Est | 3  | 2 | 1 | 0 | 12 | 6  | 4   |
| +003, | Yougoslavie        | 3  | 1 | 1 | 1 | 13 | 8  | 3   |
| +004, | Autriche           | 3  | 0 | 3 | 0 | 3  | 20 | 0   |

- Vainqueur de la compétition